# Топтерек (Казахстан)
Топтерек (каз. Топтерек) — село в Курчумском районе Восточно-Казахстанской области Казахстана. Входит в состав Курчумского сельского округа. Код КАТО — 635230400.

## Население
В 1999 году население села составляло 646 человек (319 мужчин и 327 женщин). По данным переписи 2009 года, в селе проживал 391 человек (203 мужчины и 188 женщин).